# Première guerre servile

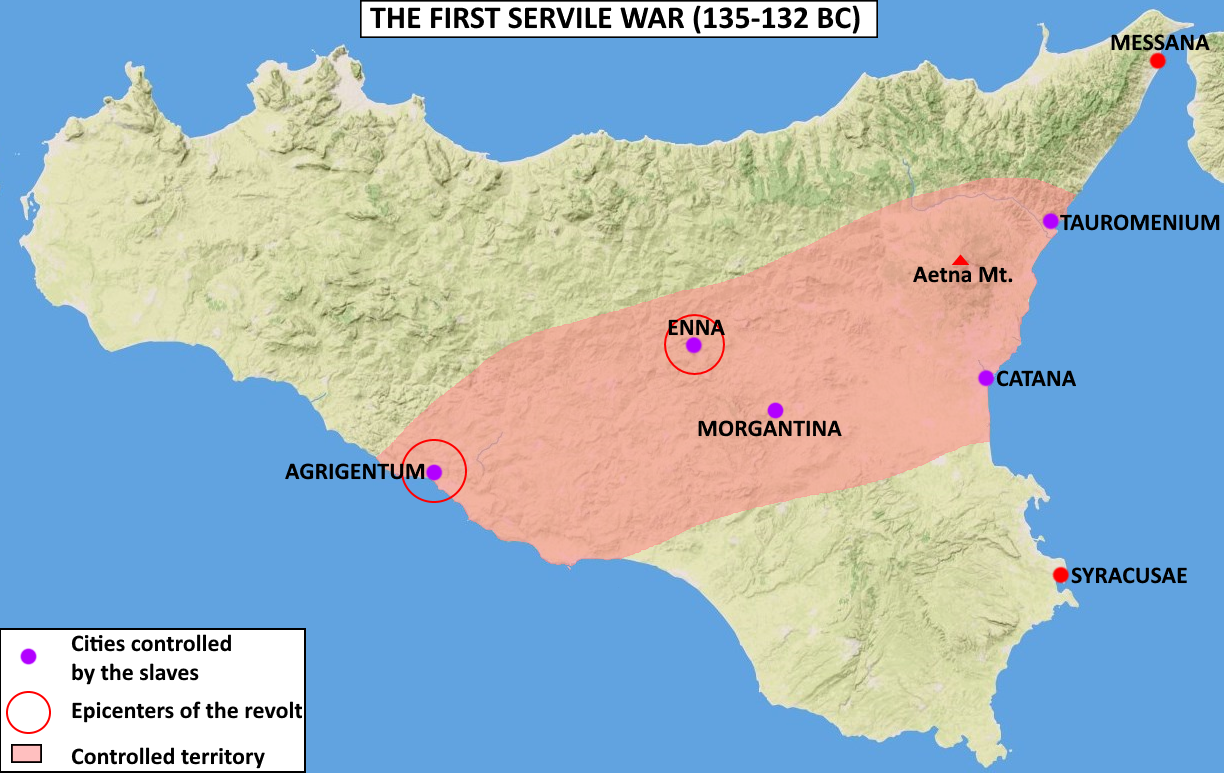
Carte montrant l'étendue de la révolte.

La première guerre servile est un soulèvement d'esclaves qui se déroula en Sicile de -140/-139 à -132, soulèvement mené par l'esclave Eunus (ou Eunos, Eunous), magicien syrien, au départ de la ville d'Enna (ou Henna). C'est seulement après sept ans au cours desquels les esclaves administrèrent un royaume, et après plusieurs défaites des troupes romaines, que des armées consulaires mirent fin à la révolte.

## Contexte
La première guerre servile prend place dans une période de troubles en Sicile, province romaine depuis la fin de la première guerre punique. La prospérité de la Sicile depuis son annexion à Rome dont elle devient le grenier à blé, pousse les propriétaires à acheter nombre d'esclaves dont les prix sont faibles du fait du grand nombre de cités asservies par la République au cours du IIe siècle av. J.-C.
À cette époque, la Sicile est une terre fertile, grenier à blé de Rome, où travaillent de nombreux esclaves cantonnés en ergastules. Elle compte également d'importantes régions de pâtures où un grand nombre d'esclaves, souvent originaires de l'Orient hellénistique, sont bergers. Vivant dans des conditions misérables, livrés à eux-mêmes, ces esclaves pratiquent rapines et brigandage pour subvenir à leurs besoins, au détriment des petits propriétaires, particulièrement au centre de l'île, dans la région d'Enna et à l'ouest, dans celle de Ségeste et Lilybée. Cette situation entraine une grande insécurité à laquelle Rome ne remédie cependant pas, car elle n'atteint pas la classe supérieure de l'île et que les propriétaires des esclaves sont de puissants Romains.
Eunous est un esclave syrien, originaire d'Apamée. Il appartient à un couple de riches notables de Henna, Antigène et Pythô. Il est un « prophète » de la déesse syrienne Atargatis, dont le culte se caractérise par son mysticisme. Mêlant tours de magie et mysticisme, Eunous acquiert un ascendant sur ses compagnons d'esclavage. Pris pour un bouffon par ses maîtres, il se produit au cours des banquets donnés par ces derniers : c'est alors qu'il prédit qu'il sera un jour roi.

## La révolte

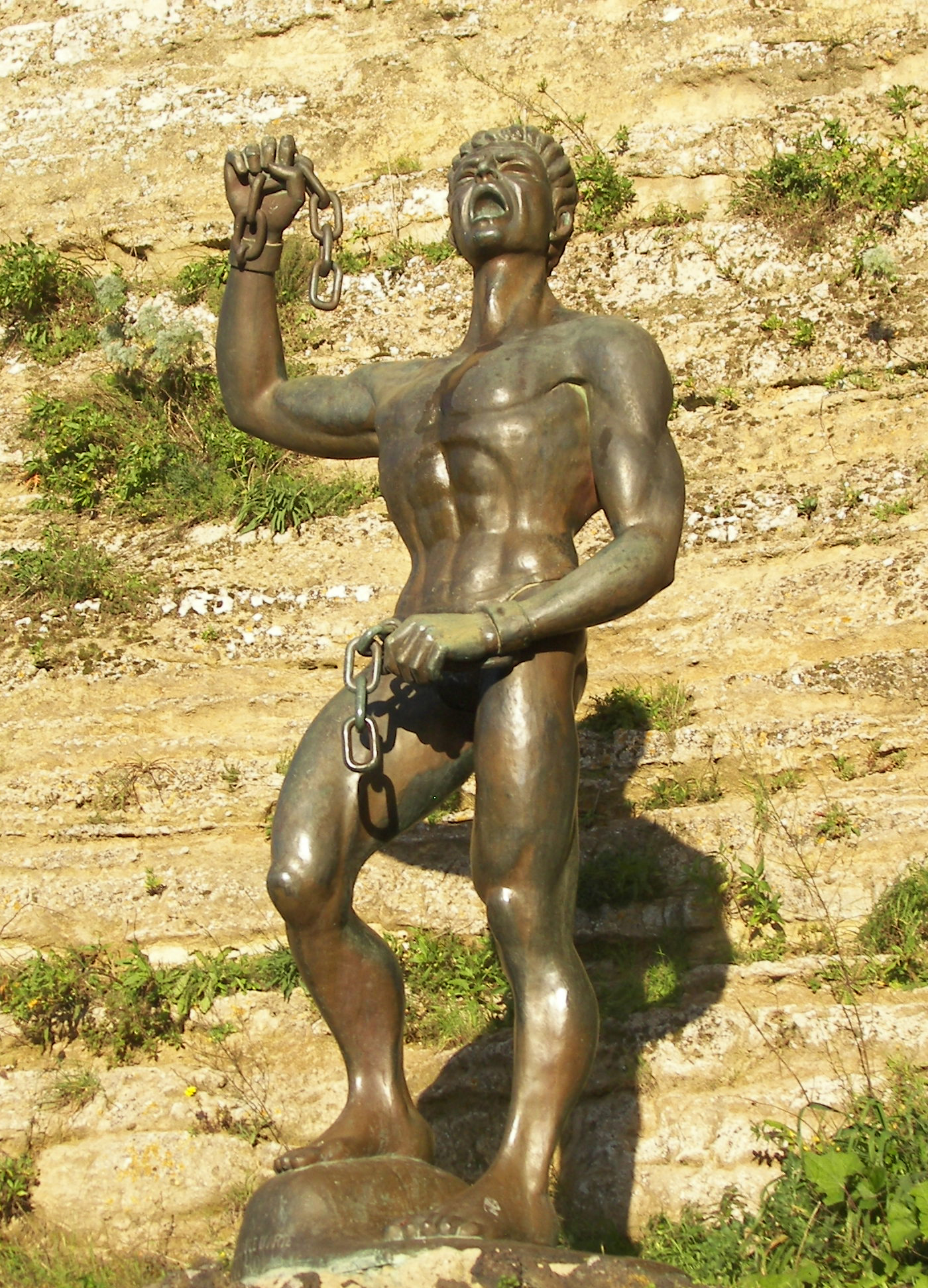
Monument commémoratif à Enna, représentant Eunus.

Damophile, l'un des grands propriétaires d'Henna, et son épouse Mégallis sont connus pour leur cruauté envers leurs esclaves. Ces derniers, en 140 ou 139 av. J.-C., projettent d'assassiner leur maître et demandent à Eunous s'ils ont l'accord des dieux. Après une réponse favorable d'Eunous, ce sont quatre cents esclaves qui s'emparent de la ville, entraînant avec eux le reste des esclaves. La prise d'Henna s'accompagne de massacres, de viols et de pillages. Damophile et Mégallis sont exhibés dans un théâtre puis tués, tandis que leur fille, qui avait auparavant fait preuve de bonté envers les esclaves, est conduite sous escorte à Catane.
Eunous est nommé roi, sous le nom d'Antiochus, porté par les rois de la dynastie des Séleucides en Syrie. Organisant son royaume sur le modèle hellénistique, il fait reine sa compagne, appelle ses sujets « Syriens », nomme des conseillers. Une monnaie à l'effigie de Déméter, divinité de Henna, est frappée. Les hommes libres ayant échappé aux massacres et aptes au travail sont réduits en esclavage et employés à fabriquer des armes. Six mille hommes sont ainsi équipés en trois jours. Les esclaves des alentours, ralliés, portent les effectifs de cette armée des Syriens à dix mille. De son côté, un autre esclave, Cléon, Cilicien et gardien de haras, prend la tête d'un soulèvement et s'empare d'Agrigente. Après avoir fait allégeance à Eunous, lui apportant cinq mille hommes supplémentaires, il est nommé par ce dernier stratège.
Au début de l'année 139 av. J.-C., le préteur Lucius Plautius Hypsaeus, envoyé en Sicile, y recrute huit mille hommes mais essuie une défaite face à l'armée servile, qui compte alors vingt mille hommes. Quatre préteurs échouent ensuite, entre 138 et 135 contre les esclaves révoltés. Eunous s'empare d'Agrigente, de Tauromenium (Taormine) et de Morgantina. L'armée servile aurait compté jusqu'à deux cent mille hommes, bien que ce chiffre soit sans doute exagéré.
L'existence de ce royaume servile en Sicile gêne l'approvisionnement de Rome en blé et provoque de nombreuses révoltes dans le monde méditerranéen : à Délos, à Athènes et dans les mines de l'Attique où des milliers d'esclaves se révoltent, en Campanie, dans le Latium et à Rome.
Rome envoie alors le consul Caius Fulvius puis, en -133, le consul Calpurnius Pison qui défait pour la première fois l'armée servile et reconquiert la région de Morgantina. Cette même année Rome connaît une grave crise qui se termine par la mort du tribun Tiberius Gracchus. Scipion Émilien achève par ailleurs le siège de Numance en Espagne, ce qui libère de nombreuses troupes. Rome se décide alors à mettre un terme à l'existence du royaume des « Syriens ». Le consul Publius Rupilius est envoyé en Sicile en 132 av. J.-C. avec des troupes récemment revenues d'Espagne. L'armée romaine, qui a fait ses preuves en matière de poliorcétique devant Carthage et Numance, met le siège devant Tauromenium. Les assiégés, acculés à la famine, finissent par être trahis par l'un des leurs. Les rescapés du siège sont jetés dans un ravin. Rupilius assiège ensuite Henna, où Cléon est tué lors d'une sortie. Eunous se réfugie avec un millier d'esclaves dans la montagne, est capturé, après le suicide collectif de ses compagnons, et meurt dans une prison de Morgantina.

## Conséquences
Ces événements influèrent sur la vie politique à Rome, et la question de la loi agraire : les Gracques tirèrent argument de cette révolte pour critiquer le risque induit par les vastes latifundia esclavagistes, et prôner le retour à la petite propriété en distribuant des terres aux citoyens démunis.
Le sort des esclaves ne change pas après cette révolte, et de nouveaux maîtres prennent la place de ceux qui avaient été tués par les esclaves révoltés.

### Sources antiques
- Florus, Abrégé d'histoire romaine, III, XX
- Diodore de Sicile, Histoire universelle, XXXIV